# Gauntlet Dark Legacy
Gauntlet Dark Legacy, pubblicato nel 2000 per arcade, nel 2001 per PlayStation 2 e nel 2002 per Game Boy Advance, GameCube e Xbox, è una espansione del videogioco Gauntlet Legends, precedente titolo nella serie Gauntlet.

## Modalità di gioco
Questo sequel aggiunge quattro nuove classi di personaggi selezionabili - nani, cavalieri, giullari, sacerdotesse - e cinque nuovi mondi: Mondo dei sogni, Cielo, Reame del ghiaccio, Provincia abbandonata (versione distrutta della città di Twinion di Gauntlet Legends), e Campo di battaglia, tappa conclusiva del gioco. Vengono inoltre introdotti numerosi nuovi personaggi segreti, alcuni dei quali possono essere sbloccati durante lo svolgimento del gioco, mentre altri sono accessibili soltanto tramite l'utilizzazione di specifici codici.
Come in Gauntlet Legends,  è possibile utilizzare una password per ricominciare il gioco da un determinato punto, permettendo dunque di giocare per un lungo periodo di tempo.

## I mondi
Ogni mondo si compone di diversi scenari, come in Gauntlet Legends: tra quelli già presenti nel capitolo precedente, il Castello ha ora uno scenario in più, la caserma.
- Montagna - Scenari coi nemici comuni: valle, picco, rupe, prima caverna, seconda caverna - Finale: combattimento col Drago (boss)
- Provincia abbandonata - Scenari coi nemici comuni: campi, cittadina, cimitero, mausoleo - Finale: combattimento col Lich (boss)
- Foresta  - Scenari coi nemici comuni: palude, radici, albero, rami - Finale: combattimento col Ragno regina (boss)
- Cielo - Scenari coi nemici comuni: cuspide, bacino, cantiere navale, nave ammiraglia - Finale: combattimento con Plague Fiend (boss)
- Castello - Scenari coi nemici comuni: cortile, prigione, caserma, armeria, camera del tesoro - Finale: combattimento con la Chimera (boss)
- Reame del ghiaccio - Scenari coi nemici comuni: baia, banchisa, miniera, gola - Finale: combattimento con lo Yeti (boss)
- Deserto - Scenari coi nemici comuni: rovine, tempio, piramide, necropoli - Finale: combattimento col Genio (boss)
- Mondo dei sogni - Scenari coi nemici comuni: Carnevale, terreni infestati, casa infestata, incubo, illusione - Finale: combattimento col Wraith (boss)
- Chiesa sconsacrata - Due scenari all'interno della chiesa: uno con nemici comuni e l'altro con Skorne (boss) che andrà affrontato per la prima volta
- Inferi - Due scenari nel regno dei morti: uno con nemici comuni e l'altro con Skorne (boss) che andrà affrontato per la seconda volta
- Campo di battaglia: Scenari coi nemici comuni: trincea, torri, fortezza - Finale: combattimento con Garm (boss)

## Colonna sonora
Come in Gauntlet Legends, i temi musicali sono firmati da John Paul, Barry Leitch, Joe Lyford, Michael Henry.